# البيت بيت أبونا (مسلسل)
البيت بيت أبونا  هو مسلسل كويتي من تأليف وداد الكواري وإخراج غافل فاضل  غافل فاضل وعرض على قناة الراي إم بي سي 1 تلفزيون قطر10 يوليو 2013 - 1 رمضان 1434 هـ

## قصة المسلسل
تدور أحداث المسلسل حول السيدتين المطلقتين حليمة ونعيمة وعرض على قناة الراي، إم بي سي 1، تلفزيون قطر اللتين تعيشان مع أولادهما في بيت والدهما الذي يتكفّل بالإنفاق على ابنتيْه وأحفاده، وسرعان ما يتّضح أن الوالدتيْن قد فشلتا في تربية أولادهما، فمعظم الأحفاد والحفيدات عاطلين عن العمل أو فاشلين في الدراسة والحياة، لذا يتّكل الجميع على الجدّ في توفير احتياجات الأُسرتيْن.
المسلسل يقدم العديد من النماذج والحالات الإنسانية المتعلقة بالتفكك الأسري الناتج عن الطلاق، وما يترتب عليه من انعكاسات تؤثر في كيان الأسرة وشخصية أبناء وبنات المطلقين والمطلقات وعلاقاتهم بآبائهم وأمهاتهم، ومستقبلهم أثناء تكوينهم لأسرهم مستقبلاً.

## الفنانين المشاركين بالعمل
| اسم الممثل     | الشخصية     | ملاحظات                                                             |
| -------------- | ----------- | ------------------------------------------------------------------- |
| حياة الفهد     | حليمة       | الشقيقة الكبرى لنعيمة، وهي مطلقة ولها 3 أبناء هم جابر، ليلى، جميلة  |
| سعاد عبد الله  | نعيمة       | الشقيقة الصغرى لحليمة، وهي مطلقة ولها 3 أبناء هم ناصر، سبيكة، أمينة |
| إبراهيم الصلال | عبد الوهاب  | والد حليمة ونعيمة                                                   |
| فخرية خميس     | أم تركي     | جارة حليمة ونعيمة وتعمل خطابة                                       |
| محمد جابر      | مرزوق       | صديق عبد الوهاب وصاحب كافية                                         |
| خالد البريكي   | جابر        | الابن الأكبر لحليمة                                                 |
| مرام           | سبيكة       | الابنة الوسطى لنعيمة                                                |
| بثينة الرئيسي  | جميلة       | الابنة الوسطى لحليمة                                                |
| ملاك           | أمينة       | الابنة الصغرى لنعيمة                                                |
| يوسف الحشاش    | ناصر        | الابن الأكبر لنعيمة                                                 |
| شوق            | ليلى        | الابنة الصغرى لحليمة                                                |
| صلاح الملا     | حمود        | جار عبد الوهاب وتاجر كبير                                           |
| مشاري البلام   | تركي        | الابن الوحيد للخطابة ام تركي                                        |
| يعقوب عبد الله | عبد الوهاب  | ابن حسن شقيق حليمة ونعيمة                                           |
| غرور           | نورة أم بدر | زوجة حمود                                                           |
| إسماعيل الراشد | أبو ناصر    | طليق نعيمة ووالد ابنائها، وله رشيدة وعمر من زوجته الخادمة           |
| شيماء علي      | رشيدة       | اخت أبناء نعيمة من والدهم وابنة الخادمة                             |
| حسين المهدي    | عمر         | اخ أبناء نعيمة من والدهم وابن الخادمة                               |
| عيسى ذياب      | نبيل        | اخ أبناء حليمة من والدهم وابن الزوجة الاولى                         |
| فاطمة الطباخ   | سارة        | اخت أبناء حليمة من والدهم وابنة الزوجة الاولى                       |
| أمل عباس       | مريم        | صديقة حليمة                                                         |
| نورة حمد       | ازهار       | ابنة مريم صديقة حليمة                                               |
| رضا حسين       | أبو خالد    | صديق عبد الوهاب                                                     |